# Coupe d'Irlande de football 1926-1927
Navigation
Édition précédente Édition suivante
La Coupe d'Irlande de football 1926-1927 , en anglais The Football Association of Ireland Challenge Cup, est la 6e édition de la Coupe d'Irlande de football organisée par la Fédération d'Irlande de football. La compétition commence le 8 janvier 1927, pour se terminer le 9 avril 1927. Le Drumcondra Football Club remporte pour la première fois la compétition en battant en finale le Brideville Football Club après un match d'appui.
La victoire de Drumcondra est un évènement puisque c'est la première et la dernière fois qu'une équipe hors championnat d'Irlande (en anglais non-League) remporte la compétition. Drumcondra doit sa qualification pour la Coupe d'Irlande à sa place de finaliste en Intermediate Cup. Le club a déjà fait une demande pour intégrer le championnat mais celle-ci a été refusée par la fédération. Elle ne sera acceptée que pour la saison 1928-1929 à la suite du retrait d'Athlone Town. 

## Organisation
La compétition rassemble des clubs évoluant dans le championnat d'Irlande et deux autres qui n'en font pas partie : Cobh Ramblers et Drumcondra. Ces deux clubs évoluent dans les championnats de province, celui du Munster pour Cobh et celui du Leinster pour Drumcondra.

## Premier tour
| Club recevant          | Score | Club visiteur                    | Date           |
| ---------------------- | ----- | -------------------------------- | -------------- |
| Athlone Town           | 1-4   | Shelbourne FC                    | 8 janvier 1927 |
| Bohemian FC            | 6-1   | Dundalk FC                       | 8 janvier      |
| Bray Unknowns          | 3-0   | Shamrock Rovers                  | 8 janvier      |
| Brideville FC          | 2-1   | Cobh Ramblers FC                 | 8 janvier      |
| Jacobs FC              | 0-3   | Drumcondra FC                    | 8 janvier      |
| Fordsons Football Club | 2-1   | Saint James's Gate Football Club | 8 janvier      |

## Second tour
Brideville et Drumcondra sont exemptés par tirage au sort du deuxième tour. Ils sont directement qualifiés pour les demi-finales.
| Club recevant          | Score | Club visiteur | Date            |
| ---------------------- | ----- | ------------- | --------------- |
| Shelbourne FC          | 5-1   | Bray Unknowns | 22 janvier 1927 |
| Fordsons Football Club | 2-3   | Bohemian FC   | 23 janvier      |

## Demi-finales
| Première demi-finale | Brideville Football Club | 2-0 | Shelbourne Football Club | Dalymount Park, Dublin |  |
| 7 février 1927       | Murtagh (2)              |     |                          |                        |  |

| Deuxième demi-finale | Drumcondra Football Club | 3-1 | Bohemian Football Club | Shelbourne Park |  |
| 19 février 1927      | Swan Coyle Murray        |     | Matthews               |                 |  |

## Finale
La finale se déroule à Dalymount Park à Dublin le 17 mars 1927. Elle oppose deux équipes qui n'avaient jamais auparavant atteint ce stade de la compétition, Brideville Football Club et Drumcondra Football Club. La match se solde sur un match nul un but partout. Un match d'appui est donc organisé le 9 avril 1927 cette fois-ci au Shelbourne Park. Drumcondra l'emporte cette fois après prolongations sur le score de 1 but à 0. C'est le premier trophée du club.
| Finale       | Drumcondra Football Club | 1-1         | Brideville Football Club | Dalymount Park, Dublin                                  |                                                         |
| 17 mars 1927 | McCarney |             | McCarthy | Spectateurs : 25 000 Arbitrage : J.T. Howcroft (Bolton) | Spectateurs : 25 000 Arbitrage : J.T. Howcroft (Bolton) |
| 17 mars 1927 | Jim Cleary, John 'Myler' Keogh, Tom Moore, Con Coyle, Joe Grace, P. Maxwell, Donie Fleming, George Swan, Owen McCarney, Eddie Cullen, Johnny Murray. | Tirs au but | Celestine Gamblin, Goerge Lennox, John Siney, Gerry Donovan, Harry Armstrong, Johnny Fox, Phil Murtagh, Mick Maguire, Fran Watters, Paul O'Brien, Percy McCarthy. | Spectateurs : 25 000 Arbitrage : J.T. Howcroft (Bolton) | Spectateurs : 25 000 Arbitrage : J.T. Howcroft (Bolton) |

| Finale - match d'appui | Drumcondra Football Club | 1-0        | Brideville Football Club | Shelbourne Park, Dublin                                 |                                                         |
| 9 avril 1927           | Johnny Murray            | (0-0, 0-0) |                          | Spectateurs : 10 000 Arbitrage : J.T. Howcroft (Bolton) | Spectateurs : 10 000 Arbitrage : J.T. Howcroft (Bolton) |